# 버지니아 슬림

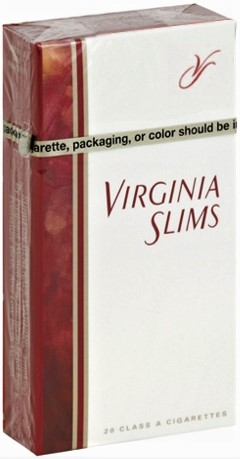

버지니아 슬림은 1968년에 발매된 필립 모리스 인터내셔널의 제품이다. 1968년부터 제조사는 여성을 위한 담배임을 강조하며 마케팅 해오고 있다. 현재 버지니아 슬림 원, 버지니아 슬림 블루, 버지니아 슬림 골드 등이 출시되고 있다.

## 제품
2008년 현재 대한민국 내에는 모두 일곱 종류가 출시되어 있다.
| 이름                       | 규격               | 비고                                               |
| -------------------------- | ------------------ | -------------------------------------------------- |
| 버지니아슬림 골드          | Slims (100mm)      | 2008년 4월부로 라이트에서 골드로 변경되었다.       |
| 버지니아슬림 블루          | Slims              | 2008년 4월부로 울트라라이트에서 블루로 변경되었다. |
| 버지니아슬림 원            | Slims              |                                                    |
| 버지니아슬림 슈퍼슬림 레드 | Superslims (100mm) |                                                    |
| 버지니아슬림 슈퍼슬림 멘솔 | Superslims         |                                                    |
| 버지니아슬림 슈퍼슬림 블루 | Superslims         | 2008년 4월부로 울트라라이트에서 블루로 변경되었다. |
| 버지니아슬림 슈퍼슬림 원   | Superslims         |                                                    |